# خاک‌شناسی زراعی
خاک‌شناسی زراعی (به انگلیسی: Edaphology) به تأثیر خاک بر موجودات زنده، به‌ویژه گیاهان می‌پردازد. این رشته، به‌همراه خاک‌شناسی دو شاخه اصلی علوم خاک را تشکیل می‌دهند. Edaphology includes the study of how soil influences humankind's use of land for plant growth خاک‌شناسی زراعی شامل مطالعه چگونگی تأثیر خاک بر استفاده بشر از زمین برای رشد گیاهان و همچنین استفاده کلی مردم از زمین است. زیرشاخه‌های عمومی در خاک‌شناسی زراعی، علوم خاک کشاورزی (که در برخی مناطق با عنوان Agrology شناخته می‌شود) و علوم خاک زیست‌محیطی است. خاک‌شناسی پدولوژی با منشأ، ریخت‌شناسی خاک و طبقه‌بندی خاک سروکار دارد.
در روسیه، خاک‌شناسی زراعی برابر با خاک‌شناسی محسوب می‌شود، اما این موضوع به رسمیت شناخته شده‌است که دارای وجه کاربردی سازگار با فیزیک کشاورزی و شیمی کشاورزی در خارج از روسیه است.